# Italian Hours
Italian Hours (em português, Horas italianas) é um livro de literatura de viagem escrito por Henry James e publicado em 1909. James o revisou extensivamente e expandiu alguns ensaios para criar um todo mais consistente. Também adicionou dois novos ensaios e uma introdução.

## Sumário
| - Venice (Veneza) - The Grand Canal (O Grande Canal) - Venice: An Early Impression (Veneza: uma primeira impressão) - Two Old Houses and Three Young Women (Duas casas velhas e três mulheres jovens) - Casa Alvisi - From Chambéry to Milan (De Chambéry a Milão) - The Old Saint-Gothard (O velho São Gotardo) - Italy Revisited (Itália revisitada) | - A Roman Holiday (Um feriado romano) - Roman Rides (Passeios romanos) - Roman Neighbourhoods (Bairros romanos) - The After-Season in Rome (O pós-estação em Roma) - From a Roman Note-Book (De um caderno romano) - A Few Other Roman Neighbourhoods (Outros bairros romanos) - A Chain of Cities (Uma cadeia de cidades) | - Siena Early and Late (Siena cedo e tarde) - The Autumn in Florence (O outono em Florença) - Florentine Notes (Anotações florentinas) - Tuscan Cities (Cidades toscanas) - Other Tuscan Cities (Outras cidades toscanas) - Ravena - The Saint's Afternoon and Others (A Tarde de Santos e outros) |